# ドワイト・マクニール
ドワイト・ジェームズ・マシュー・マクニール（Dwight James Matthew McNeil  ,  1999年11月22日 - ）は、イングランド・グレーター・マンチェスター州ロッチデール出身のプロサッカー選手。プレミアリーグのエヴァートンFCに所属している。元イングランド代表。ポジションはMF。

## 来歴
幼少時代からマンチェスター・ユナイテッドFCのアカデミーチームで過ごした後、2014年にバーンリーFCのユースチームに入団。U-18チームで力を付け、2016年にはU-18チームの最優秀選手に選出。2017年7月1日にプロ契約を結び、トップチームに昇格。2018年2月のスウォンジー・シティAFC戦に、初のベンチ入りメンバーに登録。4月11日に2年間の延長契約に合意。プレミアリーグ2017-18シーズン最終戦となった、2018年5月13日のAFCボーンマス戦で、アーロン・レノンとの交代でプロデビュー。同年12月30日のウェストハム・ユナイテッドFC戦で、プロ初ゴールを決めた。更に2019-20シーズンはリーグ戦全38試合先発出場を果たし、シーズン終了後にはユヴェントスFCからの関心が報じられた。
2022年7月28日、エヴァートンFCと5年契約を結んだ。